# Henry Brougham (1. baron Brougham i Vaux)
Henry Peter Brougham, 1. baron Brougham i Vaux (ur. 19 września 1778 w Edynburgu, zm. 7 maja 1868 w Cannes) –  brytyjski prawnik i polityk, współzałożyciel Edinburgh Review, przeciwnik handlu niewolnikami, zwolennik wolnego handlu i reform edukacyjnych, lord kanclerz w gabinetach lorda Greya i lorda Melbourne’a.

## Wczense lata życia
Był najstarszym synem Henry’ego Broughama of Brougham Hall i Eleanory Syme, córki wielebnego Jamesa Syme'a. Wykształcenie odebrał w Royal High School w Edynburgu oraz na tamtejszym uniwersytecie. Studiował tam nauki przyrodnicze i matematykę. Opublikował wiele prac na temat światła, kolorów oraz pryzmatów, z których najważniejszą była Experiments and Observations of the Inflection, Reflection and Colours of Light. Jego prace spotykały się z uznaniem i w 1803 r. Brougham został członkiem Towarzystwa Królewskiego.
Mimo tych osiągnięć Brougham zdecydował się poświęcić karierze prawniczej. W 1800 r. został członkiem Stowarzyszenia Adwokatów. Początkowo praktykował w Szkocji, ale w 1803 r. przeniósł się do Anglii. W 1808 r. został członkiem Lincoln’s Inn. W tym okresie stał się gorącym zwolennikiem zniesienia niewolnictwa i handlu niewolnikami. Dał temu wyraz już w 1803 r. w swojej pracy Colonial Policy of European Powers.
Nie będąc zamożnym Brougham dorabiał pracując jako dziennikarz. W 1802 r. brał udział w założeniu Edinburgh Review. Przez wiele lat pisał do tego pisma artykuły o nauce, polityce, koloniach, literaturze, medycynie, matematyce i sztukach pięknych. Dzięki uzyskanej w Edynburgu reputacji, Brougham szybko odnalazł się na salonach Londynu. Wkrótce zaprzyjaźnił się z lordem Greyem i innymi czołowymi wigowskimi politykami. W 1806 r. został sekretarzem misji dyplomatycznej w Portugalii kierowanej przez lorda Rosslyna i lorda St Vincenta.

## Początki kariery politycznej

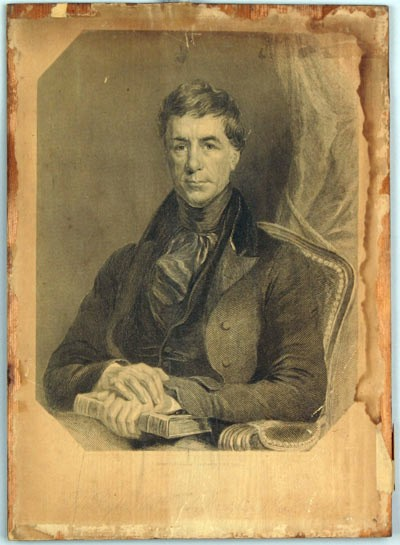
Henry Brougham

W 1810 r. Brougham został wybrany do Izby Gmin w wyborach uzupełniających w zgniłym okręgu Camelford, kontrolowanym przez księcia Bedford. Często zabierał głos na forum Izby Gmin i szybko stał się jednym z czołowych polityków stronnictwa wigów. W 1812 r. cierpiący na problemy finansowe Bedford „odsprzedał” okręg Camelford i Brougham musiał znaleźć dla siebie inny okręg wyborczy. Wystartował ostatecznie w okręgu Liverpool, ale poniósł porażkę i jego kariera parlametarzysty została przerwana.
Brougham kontynuował więc karierę prawniczą. W sierpniu 1812 r. bronił robotników z Manchesteru, którzy zostali aresztowaniu przy próbie utworzenia związku zawodowego. Wszyscy jego klienci zostali uniewinnieni. Dopiero w 1815 r. Brougham powrócił w ławy Izby Gmin, tym razem reprezentując okręg wyborczy Winchelsea. Szybko odzyskał swoją reputację czołowego parlamentarzysty, zabierając głos przede wszystkim w sprawach edukacji ubogich i reform prawnych. 7 lutego 1828 r. ustanowił rekord izby, przemawiając 6 godzin na temat reformy prawa. Krytykował rząd lorda Liverpoola i władze miejskie Manchesteru za masakrę Peterloo.
Jeszcze w 1812 r. Brougham został jednym z głównym doradców księżnej Walii Karoliny Brunszwickiej, żony księcia Walii i regenta Jerzego, późniejszego króla Jerzego IV. Małżeństwo następcy tronu nie było udane i małżonkowie znajdowali się w faktycznej separacji. W kwietniu 1820 r. księżna Karolina, która przebywała wówczas za granicą, mianowała Broughama swoim prokuratorem generalnym. Wkrótce zmarł król Jerzy III i książę Walii wstąpił na tron. W czerwcu królowa Karolina przybyła do Anglii, ale jej mąż rychło zażądał rozwodu.
Torysowski rząd lorda Liverpoola szybko złożył w Izbie Lordów projekt ustawy The Pains and Penalties Bill, która postanawiała o rozwiązaniu królewskiego małżeństwa i pozbawieniu królowej Karoliny wszystkich królewskich tytułów. Rozpoczął się proces przed Izbą Lordów. Obroną królowej kierował Henry Brougham. Projekt ustawy został ostatecznie przyjęty przez Izbę Lordów różnicą 9 głosów. Lord Liverpool, obawiając się głosowania w Izbie Gmin, wycofał wówczas ustawę z prac parlamentu. Nie przepadająca za nowym królem opinia publiczna sympatyzowała bowiem z królową Karoliną. Jej obrona sprawiła, że Brougham stał się jednym z najpopularniejszych osób w kraju. Jednak dopiero w 1827 r. otrzymał tytuł Radcy Króla.
Brougham działał również na rzecz reformy edukacji. Popierał Ragged Schools Union, Mechanics Institutes oraz Society for the Diffusion of Useful Knowledge. Postulował wprowadzenie państwowej edukacji. Jego postulaty nie cieszyły się wówczas poparciem i wszystkie przedstawiane przezeń projekty ustaw (w 1820, 1835, 1837 i 1838) były odrzucane. Brougham pomagał także przy tworzeniu Uniwersytetu Londyńskiego.
Pozostał reprezentantem okręgu Winchelsea do 1830 r., kiedy to zmienił okręg na Knaresborough. W tych samych wyborach uzyskał mandat z okręgu okręg wyborczy Yorkshire. Zanim jednak wybrał który okręg chce reprezentować otrzymał tytuł 1. barona Brougham i Vaux, dzięki czemu zasiadł w Izbie Lordów.

## Lord kanclerz
Po wygranych przez wigów wyborach 1830 r. Brougham otrzymał od premiera lorda Greya propozycję objęcia stanowiska prokuratora generalnego. Brougham odmówił, ale przyjął stanowisko lorda kanclerza. Wówczas otrzymał swój tytuł parowski, jako że urząd lorda kanclerza mógł sprawować tylko członek Izby Lordów.
Brougham był wielkim zwolennikiem reformy wyborczej, uchwalonej w 1832 r. Dzięki jego działaniom w 1833 r. uchwalono Slavery Abolition Act, który zakazywał handlu niewolnikami w całym Imperium Brytyjskim, z wyjątkiem ziem pod zarządem Kompanii Wschodnioindyjskiej, Cejlonu i Wyspy Świętej Heleny. W 1834 r. utworzył Centralny Sąd Kryminalny.
Lord Brougham popadł jednak w konflikt z innymi ministrami, gdyż często wtrącał się do prac ich departamentów. Pozostał jednak na swoim stanowisku do upadku wigowskiego gabinetu w listopadzie 1834 r. Kiedy jednak wigowie powrócili do władzy w kwietniu 1835 r. Brougham nie otrzymał już stanowiska lorda kanclerza. Urząd ten był przez rok sprawowany komisyjnie, a następnie objął go lord Cottenham.

## Dalsze lata życia
Brougham już nigdy nie sprawował urzędów publicznych. Brał jednak udział w pracach Izby Lordów, zwłaszcza gdy występowała ona jako sąd ostatniej instancji. W 1835 r. przyczynił się do uchwalenia Municipal Corporations Act, a w 1857 r. Married Women’s Property Act. W latach 40. popierał projekt zniesienia ustaw zbożowych.
Nadal pisał do Edinburgh Review, a jego najlepsze prace zostały opublikowane pod tytułem Sketches of the Statesmen of the time of George III. Brougham opublikował również pracę o filozofii politycznej oraz zbiór swoich mów w 4 tomach. Był także redaktorem Natural Theology Williama Paleya. Po jego śmierci ukazała się jego autobiografia.
W 1860 r. Brougham otrzymał kolejny tytuł 1. barona Brougham i Vaux, tym razem z prawem dziedziczenia przez jego młodszego brata Williama. Henry był żonaty z Mary Eden (zm. 1865), córkę Thomasa Edena, którą poślubił w 1821 r. Miał z nią dwie córki, które zmarły jeszcze za jego życia.
Lord Brougham zmarł w 1868 r. w Cannes, gdzie spędził większość z ostatnich 30 lat swojego życia. W 1848 r. bez powodzenia starał się nawet o francuskie obywatelstwo i miejsce w Zgromadzeniu Narodowym. Został pochowany na Cimetière du Grand Jas w Cannes. Wraz z jego śmiercią wygasł tytuł barona kreowany w 1830 r. Tytuł kreacji 1860 r. został odziedziczony przez jego młodszego brata.